# 데이비드 미첼 (배우)
데이비드 미첼(David Mitchell, 1974년 7월 14일 ~ )은 잉글랜드의 배우 및 희극인이다.

## 출연 작품
- 그리드 (2020)
- 업스타트 크로우 (2016)
- Mr. 그린 VS 코울핑거 (2008)
- 마술사(영어판) (2007)
- 절대로 네 여자가 될 수 없을거야 (2007)
- 컨페티 (2006)
- 뽀로로와 노래해요 (2005, 목소리 출연) - 로봇, 외계인들 역